# 龙庭乡
龙庭乡为中国四川省武胜县曾经下辖的一个乡，位于武胜县东南部，与乐善、永胜、街子，以及重庆市合川区的沙鱼、龙市等乡镇交界。全乡面积21平方公里，人口13995人。乡人民政府1997年5月由凤凰山迁至白羊村，此地距县城15公里。

## 历史沿革
清属恩永里街子坝，民国三十一年(1942年)2月分街子乡地置凤凰乡，“文革”时期又叫曙光公社，1976年更名为龙庭乡。
2019年12月，撤销龙庭乡，将所属行政区域划归乐善镇管辖。

## 人口经济
2008年总人口13995人，总户数3964户，耕地面积665公顷。2008年GDP达7518万元，同比增长15%；财政非税收入分别达28.4万元；农民人均纯收入达4206元，同比增长420元。
龙庭经济发展以蚕桑、生猪、水果、劳务为主。2008年新发展密植桑园500亩，嫁接200亩。年养蚕总量达2400张、产茧量72000公斤。年出栏生猪 2.9万头。春植、秋植柑桔2000亩；琯溪密柚产量达300余吨。转移农村富余劳动力4500人，其中外输4000人，劳务总收入2700万元。实现优质稻成片种植6000亩，旱育秧4500亩，水稻强化栽培2500亩；优质玉米2700亩；红苕种植面积2370亩；优质大豆1500亩；经济作物花生75亩；蔬菜种植面积3000亩，其中无公害蔬菜400亩。水稻保险2951亩，玉米964亩。实现水产品产量达400吨。

## 行政区划
辖10个村，共计102个社（村民小组）。
凤凰村、舞台山村、石观村、平竹村、五石村、新牌坊村、金鼓村、白羊村、六合村和天马村。

## 学校
龙庭初级中学、龙庭小学、白羊小学。